# Algebră
Algebra constituie o ramură a matematicii, derivată din aritmetică, ca o generalizare sau extensie a acesteia din urmă.
Are ca domeniu studiul proprietăților operațiilor și relațiilor matematice (aceste proprietăți fiind axiome), a conceptelor derivate din acestea, cum ar fi: polinoame, ecuații, structuri algebrice. S-a dezvoltat din studiul ecuațiilor polinomiale începând din Renaștere, mult timp algebra fiind echivalentă cu studiul ecuațiilor.
Împreună cu geometria, teoria numerelor, teoria mulțimilor inclusiv combinatorica, analiza matematică, algebra este una din ramurile principale ale matematicii pure.
Algebra elementară este studiată începând cu învățământul gimnazial, când este introdus conceptul de variabilă matematică ce ține locul unor numere nespecificate sau necunoscute. Operațiile care se efectuează cu aceste variabile sunt aceleași cu cele efectuate cu numere constante, operațiile aritmetice elementare.
Algebra modernă o include pe cea elementară și studiază proprietățile operațiilor matematice în cazul general, când în locul numerelor apar simboluri, operațiile având proprietăți care pot să fie în contrast cu operațiile numerice, de exemplu operațiile cu mulțimi (inclusiv  permutări), algebra vectorială, matricială, a transformărilor geometrice sau operațiile oarecare studiate în cadrul teoriei structurilor algebrice (grupuri, inele, corpuri).

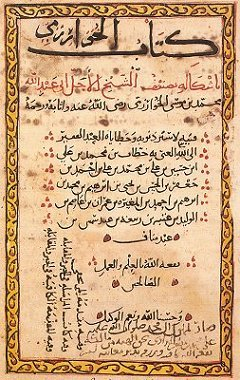
O pagină din Al-Kitāb al-muḫtaṣar fī ḥisāb al-jabr wa-l-muqābala a lui Al-Khwarizmi

## Istoric
Cuvântul algebră provine din arabă (al-jabr, الجبر).
Într-adevăr originile ei provin din matematica islamică, dar și din cea indiană, de la care Al-Khwarizmi (Al-Horezmi) (c. 780 - 850) a elaborat începutul acestei științe prin celebra sa lucrare, Kitab al-jam’wal tafriq bi hisab al-Hindi (Cartea adunării și scăderii după metodele indiene). Cartea lui, tradusă în limba latină în secolul al XII-lea, era predată în toate universitățile europene până la sfârșitul secolului al XVI-lea.). 
O altă lucrare a sa, la fel de celebră, este Al-Kitāb al-muḫtaṣar fī ḥisāb al-jabr wa-l-muqābala (Tratat asupra calculului prin completare și compensare).
Originile algebrei pot fi situate în cadrul matematicii babilonienilor.
Aceștia au dezvoltat un sistem aritmetic avansat, lucru vizibil mai ales în modalitatea algoritmică de a efectua calculele.
Astfel, au dedus formule pentru rezolvarea ecuațiilor liniare, ecuațiilor pătratice și a celor liniare nedeterminate.
Pe de altă parte, egiptenii și grecii antici, precum și chinezii din primul mileniu d.Hr. rezolvau astfel de ecuații prin metode geometrice, lucru vizibil în Papirusul Rhind, Elementele lui Euclid și Cele nouă capitole de artă matematică.
Matematicienii eleniști Heron din Alexandria și Diofant, ca de altfel și matematicianul indian Brahmagupta se situează pe un nivel înalt în raport cu epoca respectivă.
De exemplu, prima soluție aritmetică completă a unei ecuații pătratice, în care apar și soluții negative, este descrisă de Brahmagupta în lucrarea sa, Brahmasphutasiddhanta.
Mai târziu, matematicienii arabi și musulmani au dezvoltat metode algebrice mult mai sofisticate.
Astfel dacă Diofant și babilonienii inventau metode ad-hoc pentru fiecare problemă, Al-Horezmi a fost primul care a rezolvat ecuațiile prin metode generale.
Cuvântul algebră provine din arabul "al-jabr , الجبر" din titlul cărții al-Kitāb al-mu ta ar fī isāb al-ğabr wa-l-muqābala , الكتاب المختصر في حساب الجبر والمقابلة, Cartea rezumatului privind calculul prin transpoziție și reducere, scrisă de Al-Horezmi.
Alți autori în consideră pe Diofant ca fiind părintele algebrei.
Matematicianul persan Omar Khayyam este considerat ca fiind unul din fondatorii geometriei algebrice.
De asemenea, acesta a descoperit soluția ecuației cubice.
Un alt matematician persan, al-Tusi, a descoperit soluțiile algebrice și numerice pentru diverse cazuri de astfel de ecuații.
Al-Tusi a dezvoltat și conceptul de funcție.
Matematicianul indian Mahavira și Bhaskara II, matematicianul persan Al-Karaji, și matematicianul chinez Zhu Shijie au rezolvat numeroase cazuri de ecuații cubice, cuartice, cuintice și polinomiale de ordin superior, utilizând metode numerice.
În 1637, Rene Descartes publică La Géométrie, inventând geometria analitică și introducând notația algebrică modernă.
Un alt moment crucial în evoluția algebrei moderne este determinarea în secolul al XVI-lea a soluțiilor generale pentru ecuațiile de gradul al treilea și al patrulea.
Ideea de determinant pentru rezolvarea sistemelor de ecuații liniare este creată de Leibniz în secolul al XVII-lea, dar anticipată zece ani mai devreme de către japonezul Kowa Seki.
Gabriel Cramer continuă, în secolul al XVIII-lea, studiul determinanților și matricilor.
În secolul al XIX-lea, algebra modernă dobândește o puternică dezvoltare, mai ales prin teoria lui Galois. Programul de la Erlangen al lui Felix Klein abordează geometria pe baza noțiunii de operație algebrică de simetrie.

## Clasificare
Algebra poate fi împărțită în câteva categorii principale:
- Algebra elementară: proprietățile numerelor reale sunt ilustrate utilizând simboluri care se referă fie la constante sau la variabile; studiul expresiilor matematice și ecuațiilor.
- Algebra abstractă (algebra modernă): studiază structurile algebrice, cum ar fi grupurile, inelele, corpurile.
- Algebra liniară: spațiile vectoriale, matricile.
- Algebră universală: proprietățile comune tuturor structurilor algebrice.
- Teoria algebrică a numerelor: proprietățile numerelor exprimând rezultate din teoria numerelor prin operațiile cu funcția rest al împărțirii numerelor întregi cu un număr natural n numită modulo n.
- Geometria algebrică: aplicații ale algebrei în geometrie.
- Algebra combinatorică: metodele algebrei abstracte sunt aplicate în chestiuni legate de combinatorică.